# Junius Spencer Morgan
Junius Spencer Morgan (Holyoke, 14 aprile 1813 – Monte Carlo, 8 aprile 1890) fu un banchiere e finanziere americano, nonché padre di John Pierpont "J.P." Morgan. Fondò la J. S. Morgan & Co. insieme a George Peabody. Fece parte della famiglia Morgan.

## Biografia

### Primi anni
Morgan nacque il 14 aprile 1813 a Holyoke, Massachusetts. Il nome Morgan viene rintracciato in Carmarthen, in Galles: il suo primo antenato conosciuto fu Hyfaidd ap Bleddri, terzo figlio di Bledri ap Cydifor del Galles. Miles Morgan, antenato della famiglia Morgan in America, emigrò da Bristol, in Inghilterra, a Boston nel 1636.
Sua sorella, Lucy Morgan († 1890) si sposò con il maggiore James Goodwin, uno dei fondatori, e presidente per molti anni, della Massachusetts Mutual Life Insurance Company in Connecticut. Lucy fu la madre di James J. Goodwin e del reverendo Francis Goodwin, presidente della commissione dei parchi di Hartford.

### Carriera
Morgan iniziò la sua carriera nel 1829 lavorando per Alfred Welles di Boston. Egli aveva ereditato la ricchezza da suo padre, Joseph Morgan, e aveva mostrato grandi capacità commerciali. Fu presto invitato a diventare partner nella casa di JM Beebe & Co., uno dei più grandi negozi al dettaglio di Boston e uno dei più grandi importatori di merci secche e venditori all'ingrosso. Fu nel settore delle merci secche dal 1836 al 1853 circa.
Dopo alcuni anni, conobbe il noto banchiere londinese George Peabody. Poco dopo l'incontro, nel 1854, Morgan entrò nella prospera azienda di Peabody, la George Peabody & Co., in qualità di partner. Dieci anni dopo, nel 1864, Morgan succedette a Peabody come capo dell'azienda e cambiò nome in JS Morgan & Co.
Durante la guerra civile americana, l'azienda era un venditrice di titoli di guerra dell'Unione in Inghilterra. Con l'assistenza di suo figlio, J. P. Morgan, che utilizzava il sistema di cavi per telegrafare gli esiti delle battaglie prima della diffusione della notizia in Inghilterra, Junius era in grado di detenere un vantaggio informativo rispetto alla concorrenza.

Dopo essersi stabilito a Londra, non tornò negli Stati Uniti per 23 anni, nel 1877. In una cena al suo ritorno, Morgan dichiarò: 
 "[...] non fare mai nulla per far sì che si parli male del nome americano." 

## Vita privata

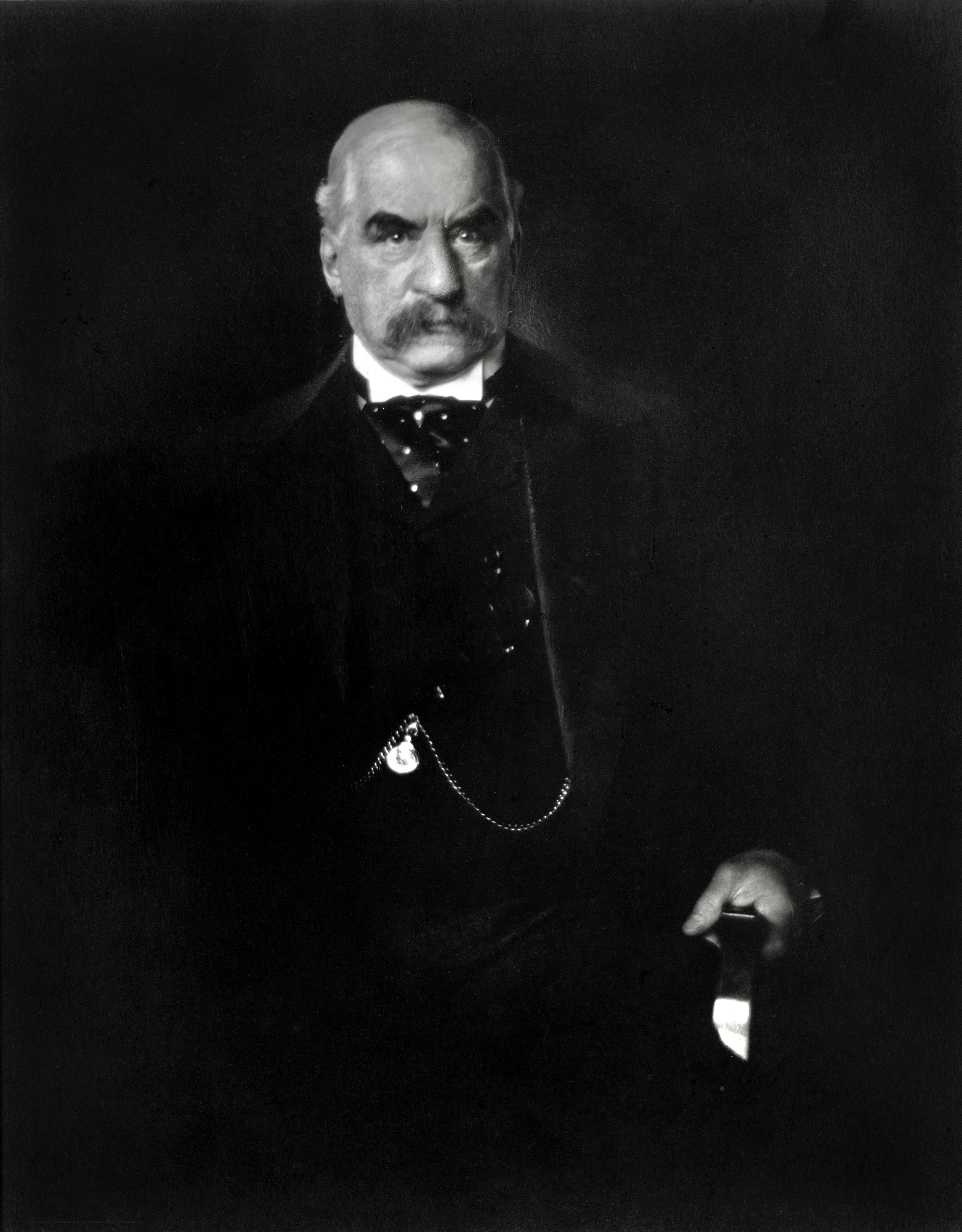
Il figlio maggiore di Morgan, JP Morgan, fotografato da Steichen nel 1903.

Nel 1836 Morgan sposò Juliet Pierpont (1816–1884), figlia di John Pierpont (1785–1866), poeta, avvocato, mercante e prete unitario. Essi ebbero:
- John Pierpont Morgan (1837–1913), che sposò Amelia Sturges (1835–1862) e, successivamente, Frances Louise Tracy (1842–1924);[8]
- Sarah Spencer Morgan (1839–1896), che sposò George Hale Morgan (1840–1911);[9]
- Mary Lyman Morgan (1844–1919), che sposò Walter Hayes Burns (1838–1897). La loro figlia, Mary Ethel Burns (morto nel 1961) sposò Lewis Harcourt, I visconte Harcourt (1863-1922)[10] nel 1899;[11]
- Junius Spencer Morgan (1846-1850), che morì a quattro anni;
- Juliet Pierpont Morgan (1847–1923), madre di John Junius Morgan († 1952);[12][13]

Donò alla Hartford Free Library, alla sua chiesa e al Trinity College e ad Hartford.
Morgan morì l'8 aprile 1890, a causa di lesioni riportate in un incidente con la carrozza. Al suo funerale, i portatori della propria bara furono Roland Mather, Levi P. Morton, Anthony Joseph Drexel, Chauncey M. Depew, Cornelius Vanderbilt II, JC Rogers, J. Kearney Warren ed Edward John Phelps. Fu sepolto nel lotto di famiglia nel cimitero di Cedar Hill.
Alla sua morte, lasciò una fortuna stimata in circa 10 000 000 di dollari (che oggi equivale a 280 000 000 di dollari).